# خورخي ساليناس
خورخي ساليناس بيريز (بالإسبانية: Jorge Salinas)‏ (27 يوليو 1968) هو ممثل مكسيكي وممثل سينمائي، اشتهر بأدوار البطولة في عديدة من المسلسلات التلفزيونية.

## السيرة المهني

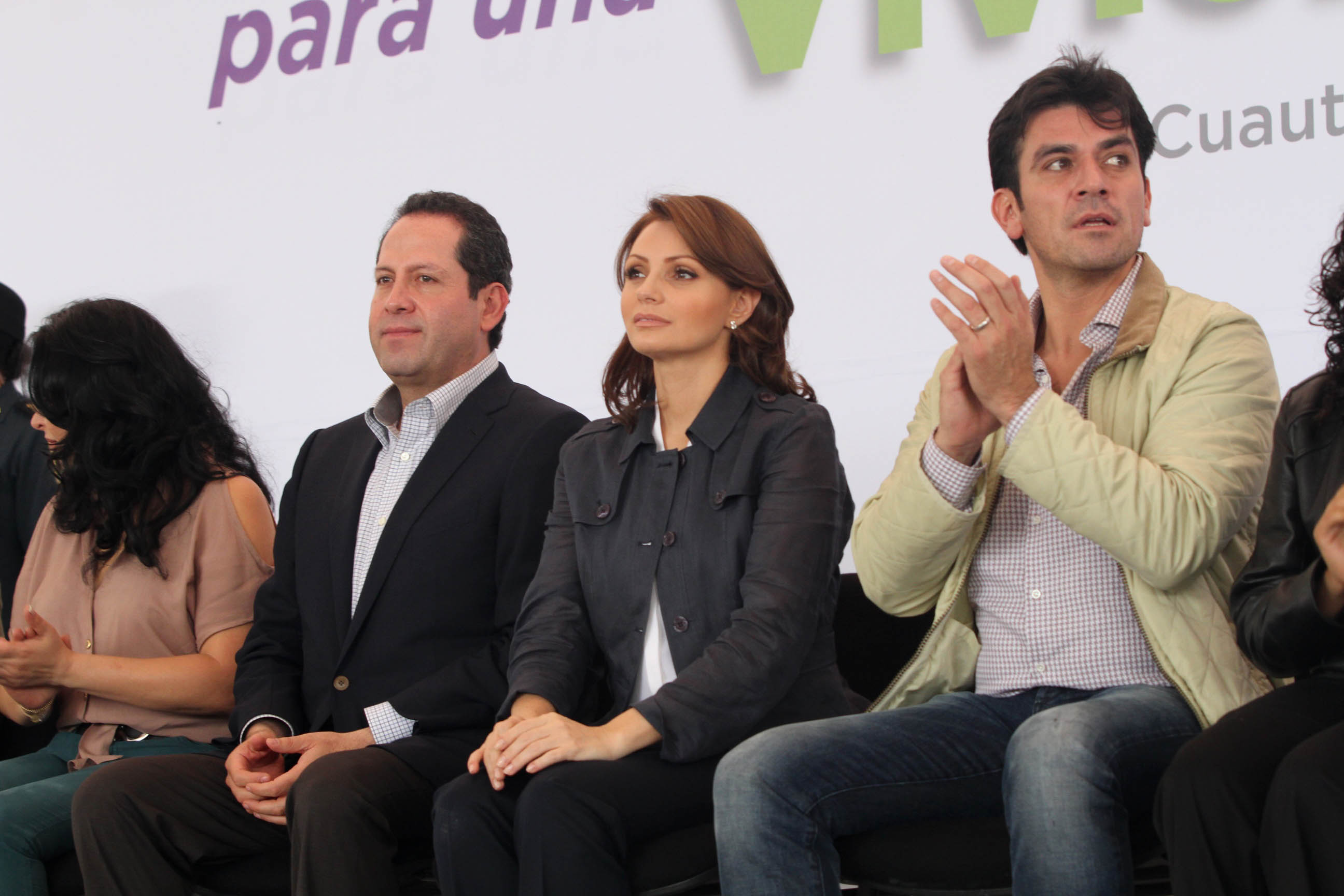
تحركات كبيرة من أجل السكن اللائق. كواتيتلان، ولاية المكسيك. 30 مايو 2013

كان مشاركته الأولى على الشاشة في فيلم  Viva El Chubasco بجانب أنطونيو أغيلار و إيولاليو جونزاليس . التحق ساليناس في مركز الفنون التابعة لتيليفيزا في عام 1990 وبعد الانتهاء من دراسته، وحصل على أول فرصة له في أوبرا الصابون Valeria y Maximiliano(1991). شارك أيضا في المسلسلات التلفزيونية El abuelo y yo Mágica juventud  (1992) Dos mujeres, un camino(1993) و ماريا إيزابيل (1997).
في عام 1999، كما قام ببطولة Sexo, pudor y lágrimas  وفي عام 2000، شارك في الفيلم Amores perros بجانب جايل جارسيا برنال .
لعب أدوار البطولة في المسلسلات التلفزيونية مثل  Tres mujeres (1999)Mi destino eres tú (2000)Las vías del amor(2002) Mariana de la noche (2003) و La esposa virgen(2005).
في عام 2008، كان واحدا من الممثليين البارزين في نجاح أوبرا الصابون  Fuego En La Sangre مع أديلا نورييغا و إدواردو يانيس ، مع آخرين. في عام 2011، قام ببطولة قلوب لاتعرف الحب بدور روخيليو مونتيرو ، مع آنا بريندا كونتريراس ، خوسيه رون وسوزانا كونزاليس وخوليان غيل .
في عام 2012، منتج سلفادور ميخيا ألكسندر استدعاء له ليكون نجم في Qué bonito amor، نسخة جديدة من أوبرا الصابون الكولومبية  La Hija del Mariachi بتقاسمون الأدوار مع دانا غارسيا ، بابلو مونتيرو ، خوان فيرارا ، وأخرون.

## حياته الشخصية
ساليناس لديه ابنة اسمها غابرييلا (مواليد 1996) من عشيقته مع أدريانا كاتانيو ، له أيضاأبناء التوأم سانتياغو و خورخي أميليو (من مواليد 2005)، مع زوجته السابقة فاطمة بوجيو وله أيضا أبنة تدعى فالنتينا (ولدت في 2006)، من عشيقته مع الممثلة أندريا نولى . في 15 أكتوبر 2011، تزوج من الممثلة إليزابيث ألفاريز الذي التقى به أثناء تصوير فيلم في الأوبرا الصابونية "Las Vias del Amor".

## روابط خارجية
- خورخي ساليناس على موقع IMDb (الإنجليزية)
- خورخي ساليناس على موقع ألو سيني (الفرنسية)
- خورخي ساليناس على موقع أول موفي (الإنجليزية)
- خورخي ساليناس على موقع قاعدة بيانات الأفلام السويدية (السويدية)
- خورخي ساليناس على موقع قاعدة بيانات الفيلم (الإنجليزية)
- خورخي ساليناس على موقع كينوبويسك (الروسية)